# Langfredag
Langfredag er fredagen før påske og dagen efter skærtorsdag. Dagen markerer ifølge kristen tradition dagen, da Jesus Kristus døde på korset. Langfredag er helligdag i langt de fleste lande med overvejende kristen befolkning.

## Historie
I slutningen af det 4. århundrede blev der i Jerusalem fejret en lang gudstjeneste, der begyndte om aftenen skærtorsdag. Den omfattede en vandring ad Via Dolorosa til Golgata. I Rom er langfredagsfejringen dokumenteret fra det 7. århundrede. Fejringen bestod af bibellæsning og bøn, og de troende fik nadver, som var konsekreret dagen før.
Langfredag blev tidligt knyttet til bod og faste. Ifølge katolsk og ortodoks tradition er det en abstinensdag. Det betyder, at de troende ikke må spise kød, og at de højst må spise ét helt måltid og to små. Unge, gamle og syge er undtaget fra reglerne om den af mad, som må indtages, men ikke fra forbuddet mod kød.

## Liturgi
I den romersk-katolske kirke er langfredag en aliturgisk dag, det vil sige en dag uden messe. Selv om navnet antyder, at der ikke er nogen liturgi, stemmer det ikke helt. Man konsekrerer dobbelt så mange nadverbrød skærtorsdag og opbevarer dem i et repositorium til uddeling under langfredagsliturgien. Liturgien består af bibellæsninger med lidelseshistorien, højtidelige forbønner, hyldest af korset og uddeling af nadveren. Langfredag er anden dag i påskens hellige triduum. Den liturgiske farve er violet. Tidligere benyttede man i den katolske kirke også sorte messeklæder på denne dag.

## Langfredags-lavvande
Udpræget lavvande ved påsketid er en naturlig følge af, at første påskedag altid falder på den første søndag efter første fuldmåne efter forårsjævndøgn. Dermed er der altid fuldmåne i påskeugen. Ved fuldmåne og nymåne trækker sol og måne i samme retning, så forskellen mellem høj- og lavvande bliver ekstra stor og fører til ekstra højt højvande og særligt lavt lavvande. På norsk taler man om flo (højvande) og fjære (lavvande), og begrebet langfredagsfjære (= langfredags-lavvande) er især benyttet langs med Helgelandskysten. Nogle steder er der særlig tradition for at gå strandtur langfredag.